# Nuoto ai campionati mondiali di nuoto 2024 - Staffetta 4x100 metri stile libero femminile
La gara di nuoto della staffetta 4x100 metri stile libero femminile dei campionati mondiali di nuoto 2024 è stata disputata l'11 febbraio 2024 presso la Aspire Dome di Doha. Vi hanno preso parte 14 squadre nazionali.
La competizione è stata vinta dalla squadra olandese, formata da Kim Busch, Janna van Kooten, Kira Toussaint e Marrit Steenbergen, mentre l'argento e il bronzo sono andati rispettivamente alla squadra australiana, formata da Brianna Throssell, Alexandria Perkins, Abbey Harkin e Shayna Jack, e a quella canadese, formata da Rebecca Smith, Sarah Fournier, Katerine Savard e Taylor Ruck.

## Podio
| Posizione | Nazione     | Atleti                                                                        |
| --------- | ----------- | ----------------------------------------------------------------------------- |
| Oro       | Paesi Bassi | Kim Busch Janna van Kooten Kira Toussaint Marrit Steenbergen Milou van Wijk*  |
| Argento   | Australia   | Brianna Throssell Alexandria Perkins Abbey Harkin Shayna Jack Jaclyn Barclay* |
| Bronzo    | Canada      | Rebecca Smith Sarah Fournier Katerine Savard Taylor Ruck Ella Jansen*         |

* Indica i nuotatori che hanno preso parte solo alle batterie

## Programma
| Data             | Ora (UTC+3) | Turno    |
| ---------------- | ----------- | -------- |
| 11 febbraio 2024 | 11:32       | Batterie |
| 11 febbraio 2024 | 20:21       | Finale   |

## Record
Prima della competizione il record del mondo e il record dei campionati erano i seguenti:
| Record mondiale       | 3'27"96 | Australia Mollie O'Callaghan (52"08) Shayna Jack (51"69) Meg Harris (52"29) Emma McKeon(51"90) | 23 luglio 2023 Fukuoka, Giappone |
| Record dei campionati | 3'27"96 | Australia Mollie O'Callaghan (52"08) Shayna Jack (51"69) Meg Harris (52"29) Emma McKeon(51"90) | 23 luglio 2023 Fukuoka, Giappone |

## Risultati

### Batterie
| Pos. | Batteria | Corsia | Nazione       | Atleti | Tempo   | Note             |
| ---- | -------- | ------ | ------------- | --- | ------- | ---------------- |
| 1    | 2        | 4      | Australia     | Alexandria Perkins (55"06) Jaclyn Barclay (55"51) Abbey Harkin (54"93) Shayna Jack (52"83)                    | 3'38"33 | Q                |
| 2    | 2        | 3      | Italia        | Sofia Morini (55"02) Costanza Cocconcelli (55"18) Emma Virginia Menicucci (55"12) Chiara Tarantino (53"88)    | 3'39"20 | Q                |
| 3    | 1        | 5      | Canada        | Rebecca Smith (54"88) Sarah Fournier (55"12) Ella Jansen (55"67) Taylor Ruck (54"08)                          | 3'39"75 | Q                |
| 4    | 2        | 5      | Paesi Bassi   | Kim Busch (55"63) Milou van Wijk (55"64) Janna van Kooten (54"74) Kira Toussaint (54"41)                      | 3'40"42 | Q                |
| 5    | 2        | 7      | Polonia       | Zuzanna Famulok (55"68) Julia Maik (55"39) Aleksandra Polańska (55"73) Kornelia Fiedkiewicz (54"63)           | 3'41"43 | Q                |
| 6    | 1        | 3      | Brasile       | Ana Carolina Vieira (55"60) Stephanie Balduccini (54"47) Maria Fernanda Costa (55"48) Aline Rodrigues (56"12) | 3'41"67 | Q                |
| 7    | 1        | 4      | Cina          | Lyu Yue (55"48) Ma Yonghui (56"02) Gong Zhenqi (56"06) Ai Yanhan (54"19)                                      | 3'41"75 | Q                |
| 8    | 2        | 1      | Slovenia      | Neža Klančar (55"36) Janja Šegel (54"43) Katja Fain (55"94) Hana Sekuti (56"38)                               | 3'42"11 | Q                |
| 9    | 2        | 6      | Hong Kong     | Tam Hoi Lam (55"53) Camille Cheng (55"22) Stephanie Au (56"74) Li Sum Yiu (54"98)                             | 3'42"47 |                  |
| 10   | 1        | 6      | Irlanda       | Erin Riordan (56"15) Grace Davison (55"81) Maria Godden (57"06) Victoria Catterson (54"93)                    | 3'43"95 |                  |
| 11   | 2        | 2      | Lituania      | Rūta Meilutytė (56"07) Sylvia Statkevicius (56"27) Patricija Geriksonaitė (57"32) Smilte Plytnykaitė (55"33)  | 3'44"99 |                  |
| 12   | 1        | 2      | Filippine     | Kayla Sanchez (55"04) Jasmine Alkhaldi (57"51) Xiandi Chua (57"48) Teia Salvino (56"90)                       | 3'46"93 | Record nazionale |
| 13   | 1        | 7      | Serbia        | Katarina Milutinović (55"61) Nina Stanisavljević (55"83) Jana Marković (57"19) Martina Bukvić (58"49)         | 3'40"02 |                  |
| 14   | 1        | 1      | Taipei cinese | Huang Mei-chien (57"39) Wu Yi-en (1'02"92) Lin Pei-wun (1'00"65) Applejean Gwinn (58"42)                      | 3'59"38 |                  |

### Finale
| Pos.    | Corsia | Nazione     | Atleti | Tempo   | Note |
| ------- | ------ | ----------- | --- | ------- | ---- |
| Oro     | 6      | Paesi Bassi | Kim Busch (55"21) Janna van Kooten (55"24) Kira Toussaint (53"81) Marrit Steenbergen (52"35)                  | 3'36"71 |      |
| Argento | 4      | Australia   | Brianna Throssell (54"29) Alexandria Perkins (55"02) Abbey Harkin (54"98) Shayna Jack (52"64)                 | 3'36"93 |      |
| Bronzo  | 3      | Canada      | Rebecca Smith (54"93) Sarah Fournier (55"28) Katerine Savard (54"48) Taylor Ruck (53"26)                      | 3'37"95 |      |
| 4       | 2      | Polonia     | Katarzyna Wasick (54"12) Kornelia Fiedkiewicz (54"23) Zuzanna Famulok (55"04) Julia Maik (55"26)              | 3'38"65 |      |
| 5       | 5      | Italia      | Chiara Tarantino (54"60) Sofia Morini (54"49) Emma Virginia Menicucci (54"95) Costanza Cocconcelli (54"63)    | 3'38"67 |      |
| 6       | 7      | Brasile     | Ana Carolina Vieira (55"29) Stephanie Balduccini (54"35) Maria Fernanda Costa (55"46) Aline Rodrigues (55"46) | 3'40"56 |      |
| 7       | 1      | Cina        | Ai Yanhan (54"68) Ma Yonghui (55"67) Gong Zhenqi (55"71) Lyu Yue (55"05)                                      | 3'41"11 |      |
| 8       | 8      | Slovenia    | Neža Klančar (55"15) Janja Šegel (54"78) Katja Fain (55"75) Hana Sekuti (56"04)                               | 3'41"72 |      |